# Vidal (santo)
Vidal (no confundir con Vital de Milán, también citado como Vidal) es un santo de la Iglesia católica que vivió en el siglo III. Durante el dominio romano de la península ibérica, nació en Complutum (actual Alcalá de Henares) en el siglo III. Era hijo de Natal el Confesor, quien vivió en Roma durante la época del papa Ceferino. Vidal provenía de una familia noble. Según la tradición, y como relata Braulio de Zaragoza, Vidal era hermano o medio hermano de Marta de Astorga, aunque fue martirizada en el año 250 d. C., entre otras diferencias. Felipe de la Gándara también contó que Vidal era hermano de Marcelo, que era de León.
Vidal era joven cuando se unió al ejército romano y se casó por primera vez. Su primer hijo, san Natal, nació en Milán; la ciudad continuaría sintiendo afecto por Natal. Vidal luego enviudó y regresó a Hispania con Natal. En Tielmes, Vidal se volvió a casar y con su segunda esposa tuvo dos hijos más, Justo y Pastor. Cuando su segunda esposa murió unos años después, Vidal sintió que estaba destinado a liberarse de las cargas de la familia y regresó a Italia. Dejó a sus hijos en la educación y con su tía Marta en Astorga. A su regreso al ejército, fue enviado a Campania, donde sirvió bajo san Sebastián. Cuando comenzó la persecución de Diocleciano de los cristianos, los amigos de Vidal, los gemelos Marcos y Marceliano, fueron encarcelados en Roma; aunque Sebastián les dijo a los gemelos que se mantuvieran fieles a su fe, Vidal fue uno de los seis amigos que les imploraron que reconsideraran sacrificar sus vidas.
Sebastián criticó a los seis, así como a los padres de los gemelos, por sus persuasiones, y luego realizó milagros, convirtiendo a muchas personas presentes en la prisión, incluyendo a Vidal. Cuando Sebastián llevó al obispo Policarpo para bautizar al grupo, Vidal fue el segundo después del padre de los gemelos en dar su nombre. A medida que las persecuciones continuaban, muchos de estos seguidores abandonaron Roma, a pesar de que el papa Cayo les pidió que se quedaran en su discurso de despedida, y se mudaron a Campania en el exilio. Durante varios años vivieron como confesor es, pero fueron perseguidos y finalmente martirizados en 293 d. C. cerca de Padua. Aunque se desconoce la forma de su ejecución, la tradición cuenta que tras su muerte el cuerpo de Vidal fue separado en muchos pedazos, que fueron desechados en diferentes lugares; los pedazos milagrosamente se encontraron y se unieron para formar un cuerpo perfecto. Diocleciano hizo que sus oficiales descuartizaran el cuerpo de Vidal dos veces más, con el mismo resultado. Su santoral es el 2 de julio, aunque esto no fue registrado en el Martirologio romano oficial de 2004, por lo que su culto se restringe al ámbito local.